# Elena Serova
Elena Olegovna Serova (en russe : Елена Олеговна Серова) est une cosmonaute russe, née le 22 avril 1976. En 2014, elle devient la première femme russe à se rendre dans l'espace depuis dix-sept ans.

## Biographie
Elena Serova est née dans l'Extrême-Orient russe. Son père, Oleg Yourievitch, était officier de l'air. Enfant, elle a donc passé beaucoup de temps sur les aérodromes militaires et développe son intérêt pour l'aéronautique en visitant la base aérienne où il travaille. Son père est ensuite muté sur la base de Großenhain, en Allemagne de l'Est, où Elena poursuivra sa scolarité jusqu'en 1993.

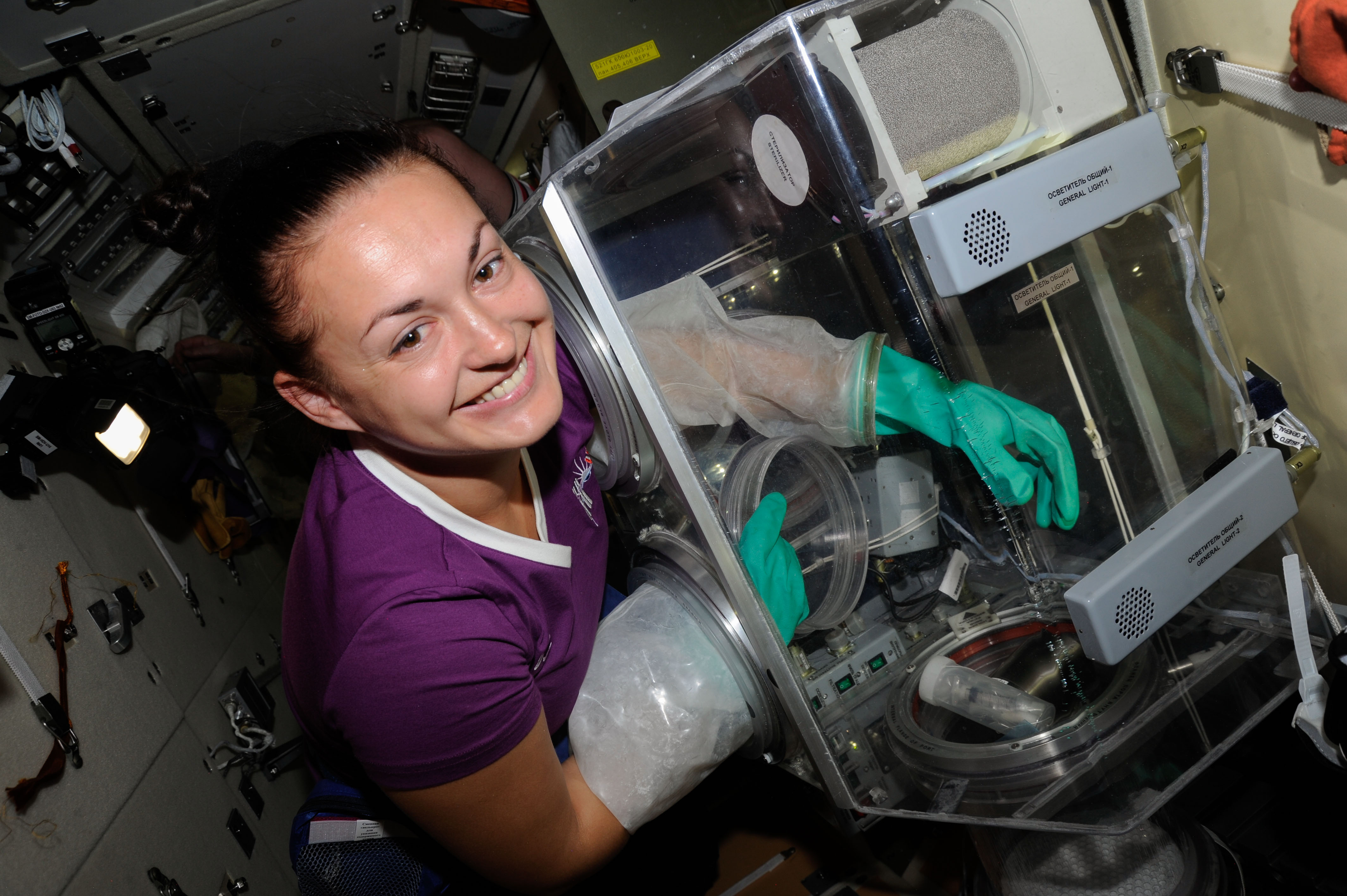
Eléna Serova en train de réaliser une expérience dans le module Poisk de l'ISS lors de son premier vol, en 2015.

En 2001, elle obtient un diplôme d'ingénieur à la faculté aérospatiale de l'institut d'aviation à Moscou. Pendant ses études supérieures, Elena fait la connaissance de Mark Serov, qui deviendra son futur époux. Tous deux ont travaillé pour la société spatiale russe RKK Energia. Mark Serov a été promu cosmonaute en 2003. Elena Serova est sélectionnée comme cosmonaute dans le groupe RKKE-14 en octobre 2006, alors qu'elle travaille comme ingénieur de vol.
Elle est sélectionnée pour faire partie de l'Expédition 41/42 sur la Station spatiale internationale, qu'elle rejoint à bord de Soyouz TMA-14M en septembre 2014,. Elle est la quatrième femme cosmonaute russe à voyager dans l'espace, après Valentina Terechkova, Svetlana Savitskaïa et Elena Kondakova et la première femme cosmonaute russe à visiter la station spatiale internationale.
Le 10 mars 2016, le président russe Vladimir Poutine lui remet les titres de héros de la fédération de Russie et de pilote-cosmonaute de la fédération de Russie.

## Vie personnelle
Elle obtient son diplôme d'ingénieur en 2001, et elle est embauchée chez la RKK Energia. Elle épouse un autre ingénieur de la RKK Energia, Mark Serov. Le couple donne naissance à une fille le 23 janvier 2004. Entre-temps, en 2003, son mari est sélectionné pour devenir cosmonaute.

## Vols réalisés
Le 25 septembre 2014 elle décolle à bord du vol Soyouz TMA-14M lancé une fusée Soyouz-FG depuis le Cosmodrome de Baïkonour en direction de la Station spatiale internationale, pour une mission de six mois, les expéditions 41 et 42, avec le cosmonaute russe Alexandre Samokoutiaïev et l'Américain Barry Wilmore. 
« Je vais être la première femme russe à me rendre dans l'ISS. Nous avons, avec l'équipage, une énorme responsabilité envers les gens qui nous ont formé et je veux leur dire : nous n'allons pas vous décevoir! », déclare-t-elle lors d'une conférence de presse retransmise en ligne.

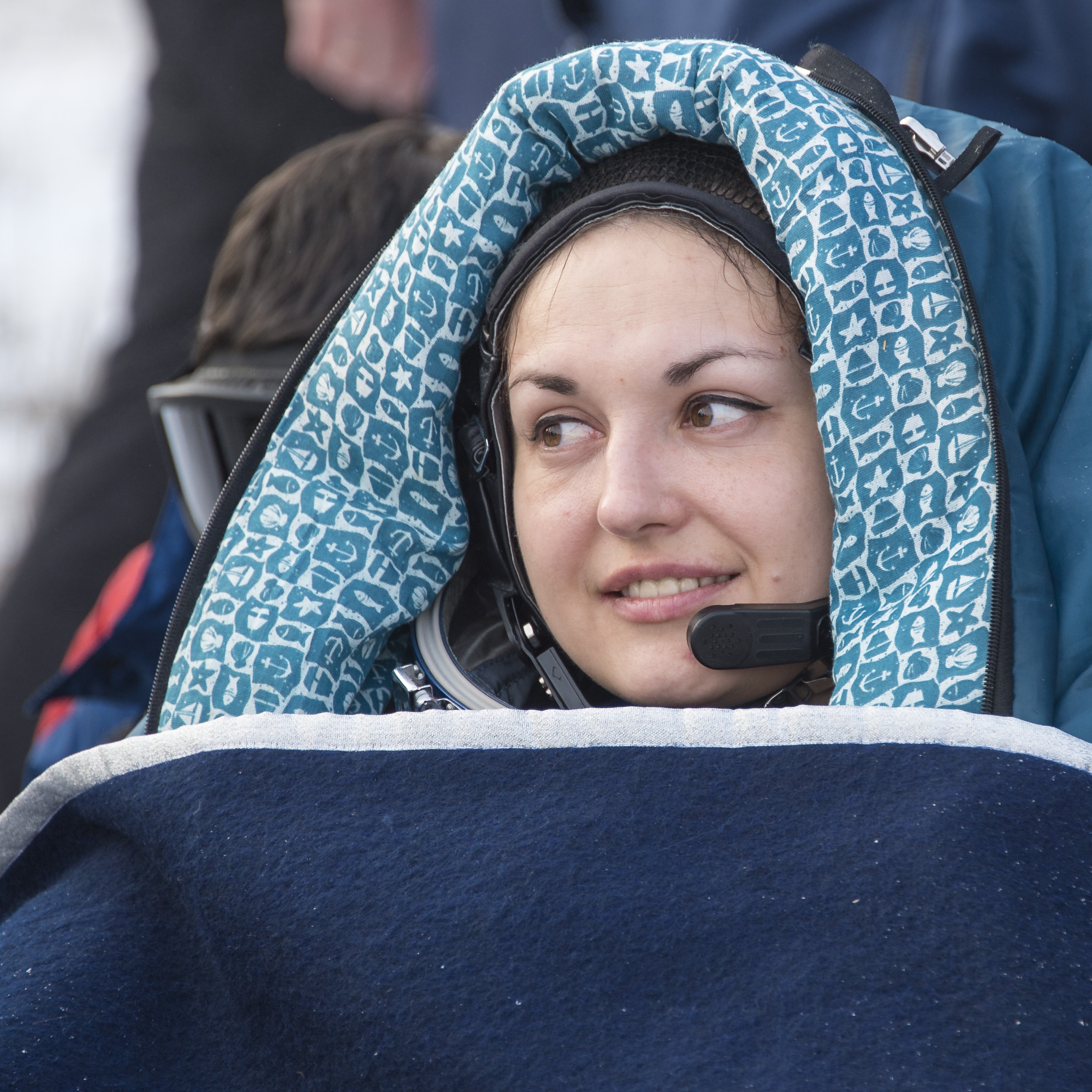
Elena Serova, à son retour de l'espace